# Labidus coecus
Labidus coecus är en myrart som först beskrevs av Pierre André Latreille 1802.  Labidus coecus ingår i släktet Labidus och familjen myror. Inga underarter finns listade i Catalogue of Life.

## Bildgalleri

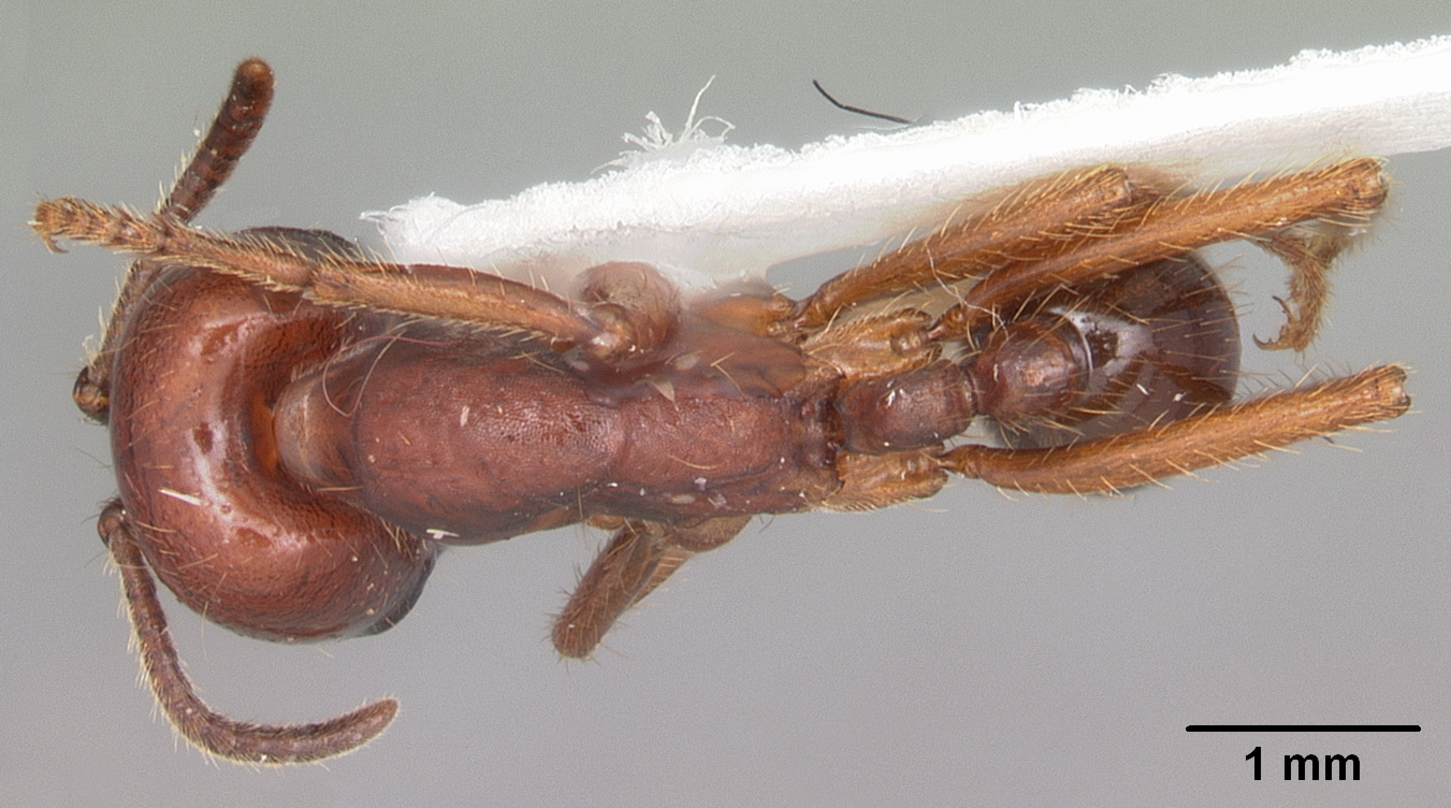
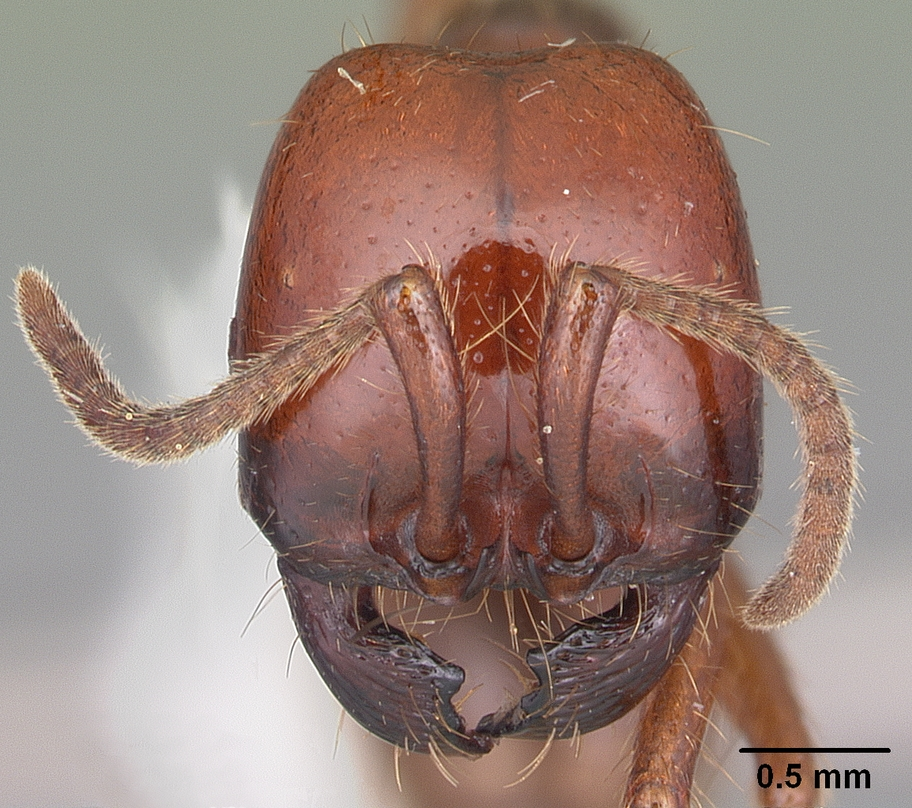
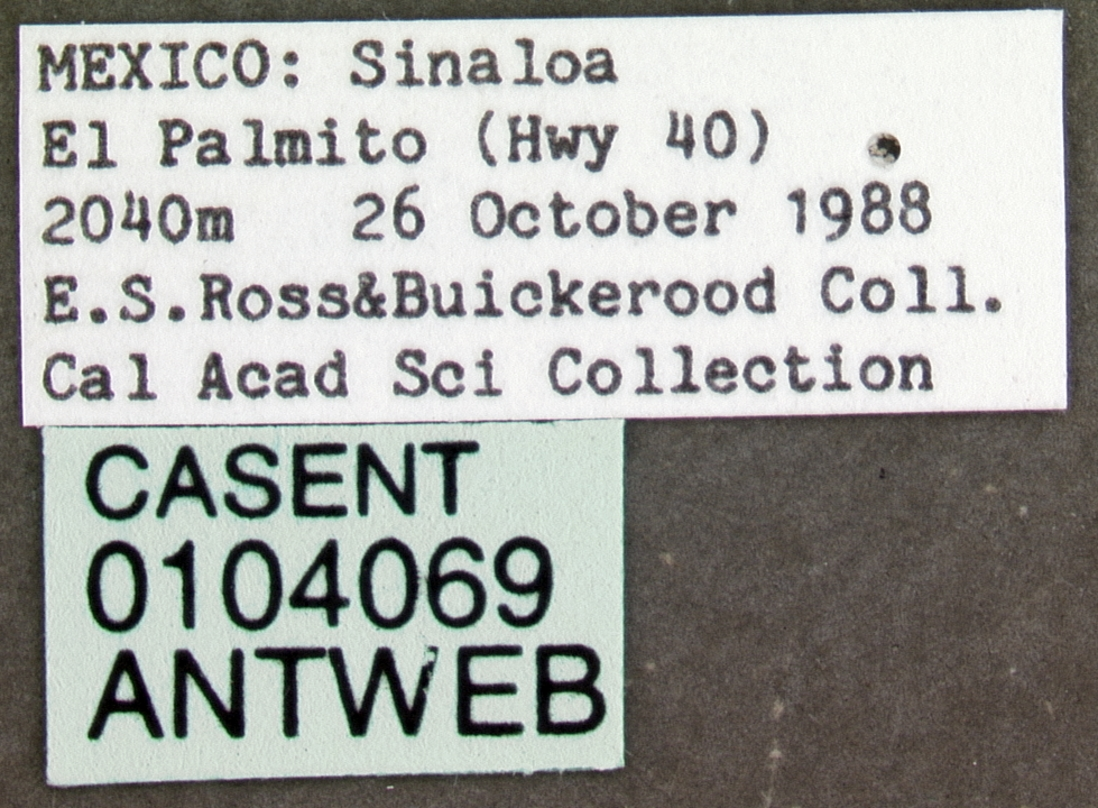
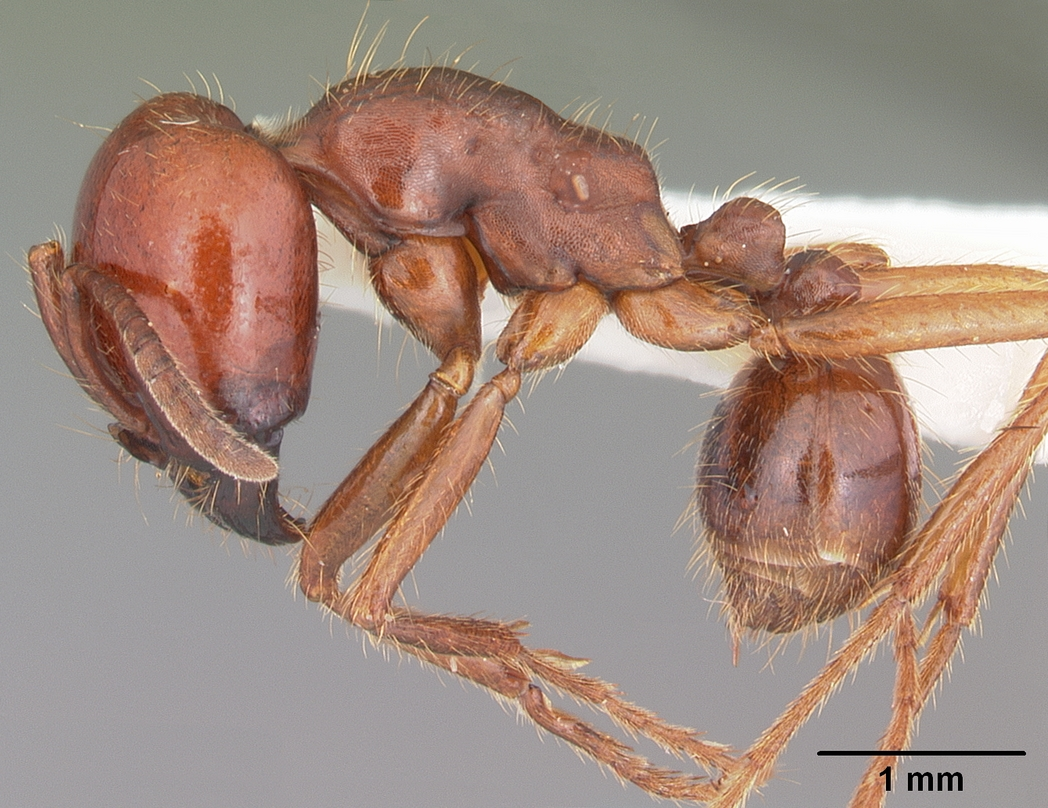
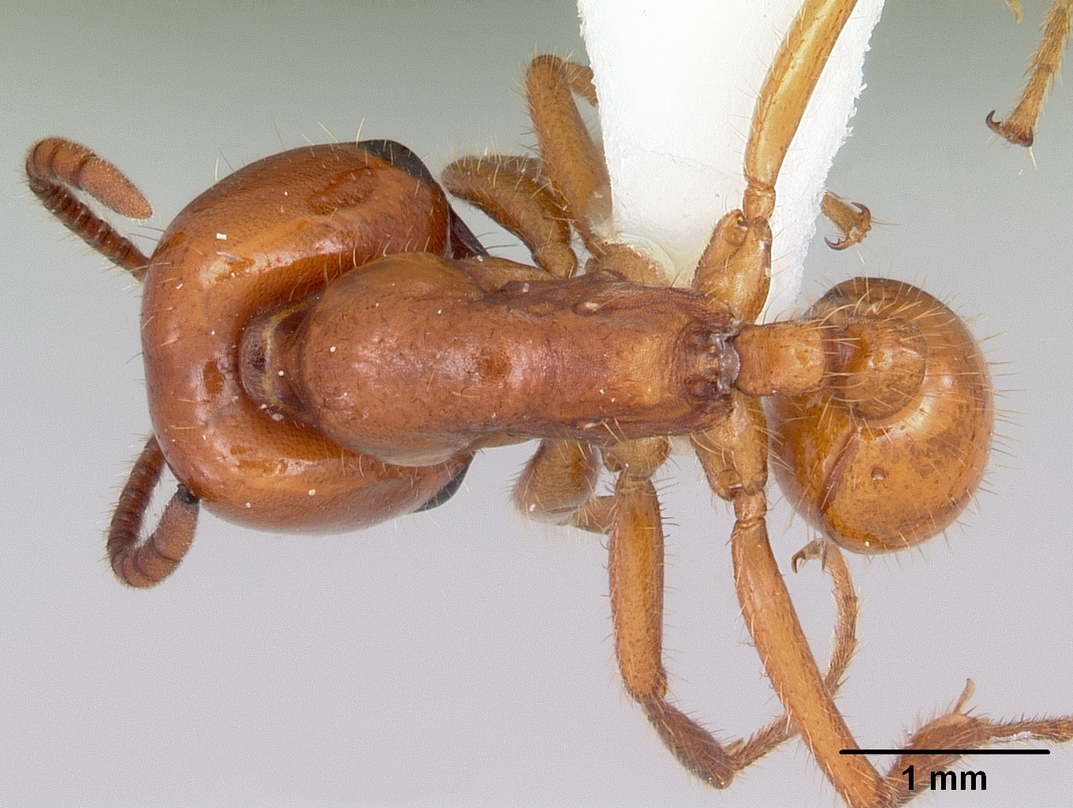
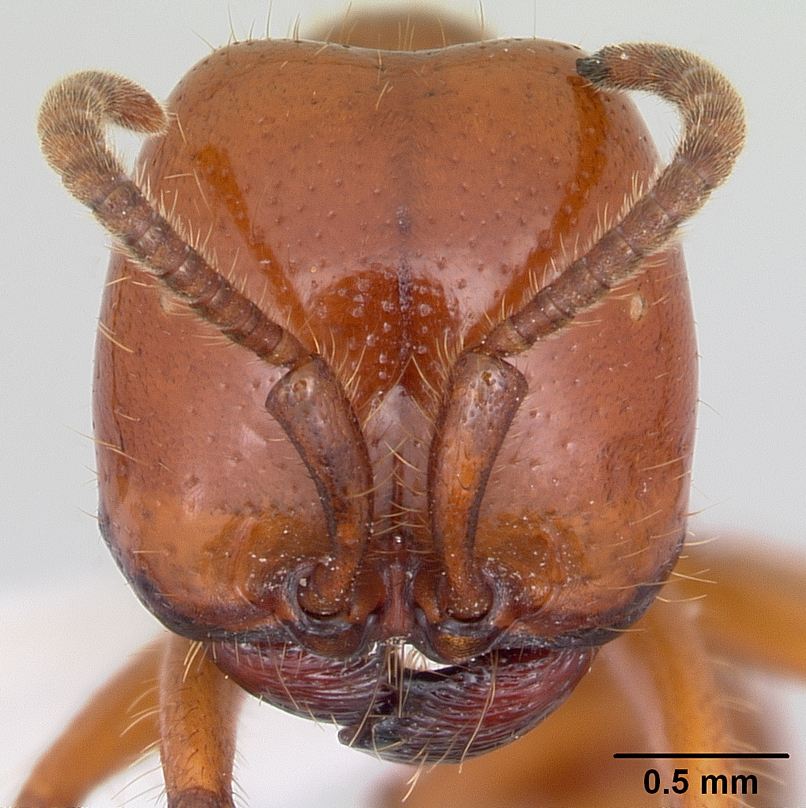